# Berbás Péter
Berbás Péter (1969. december 5. – 2012. február 13.) labdarúgó, csatár.

## Pályafutása
1989 és 1995 között a Haladás labdarúgója volt. Az élvonalban 1989. november 26-án mutatkozott be a Békéscsaba ellen, ahol csapata 1–0-s vereséget szenvedett. Az élvonalban 48 alkalommal szerepelt és öt gólt szerzett. Tagja volt a Haladás 1993-as magyar kupa-döntős csapatának.

## Sikerei, díjai
- Magyar kupa
  - döntős.: 1993